# Ludwik Szenderowski (1905–1993)
Ludwik Szenderowski (ur. 30 czerwca 1905 w Kowlu, zm. 27 marca 1993 w Warszawie) – polski duchowny protestancki, jeden z liderów Związku Ewangelicznych Chrześcijan (ZECh), a następnie Zjednoczonego Kościoła Ewangelicznego (ZKE), którego był współtwórcą.

## Życiorys

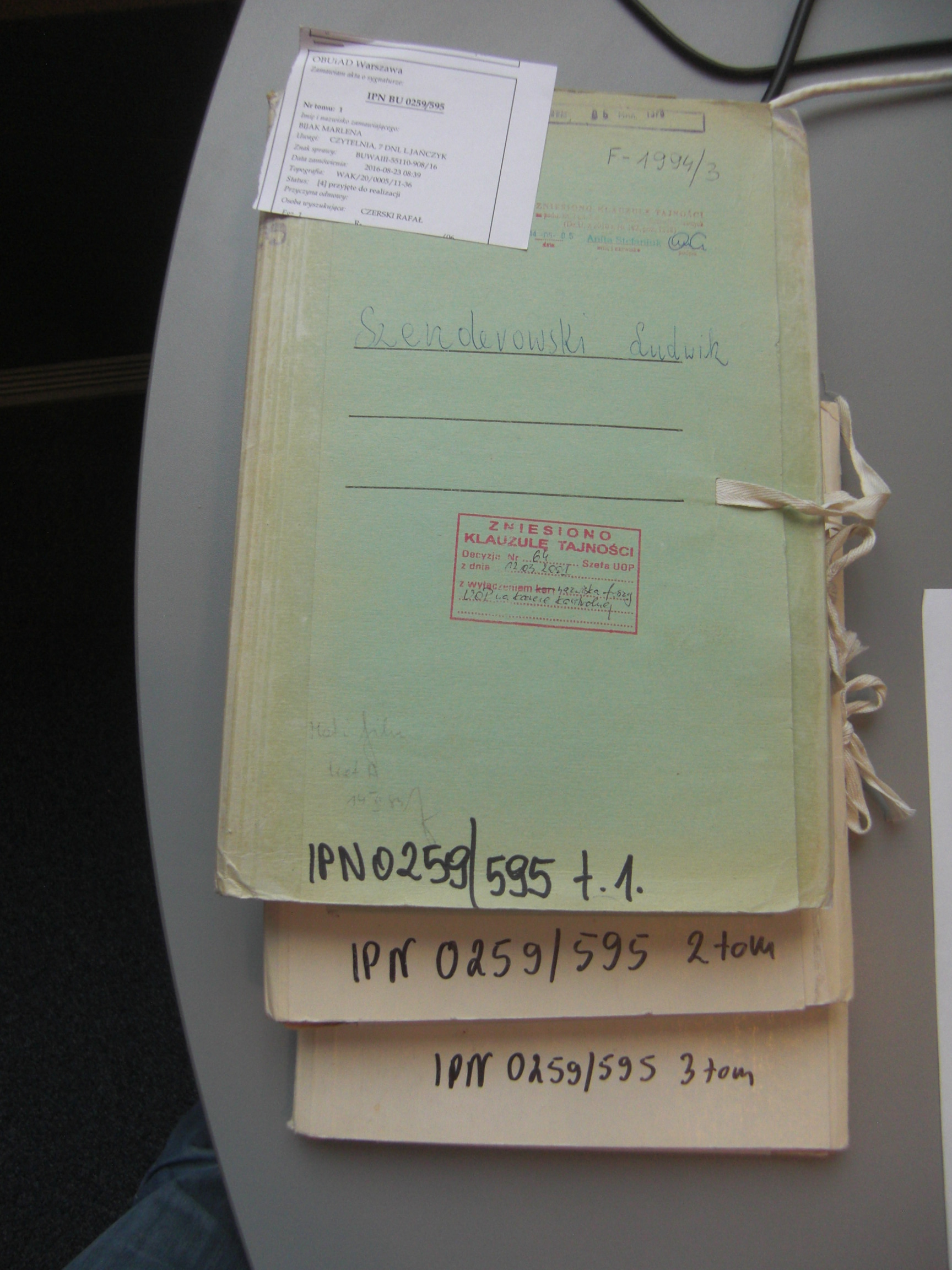
IPN 0259/595/1-3, materiały zgromadzone przez bezpiekę na temat Ludwika Szenderowskiego.

Przyszedł na świat w Kowlu. Był synem Ludwika Szenderowskiego Seniora, prezesa Zjednoczenia Ewangelicznych Chrześcijan i Baptystów w Polsce. W okresie międzywojennym był aktywistą ZECh, w latach 1935-1939 był jego zwierzchnikiem.
W czasie II wojny światowej, jako ochotnik był uczestnikiem powstania warszawskiego w ramach 3 batalionu pancernego „Golski” odcinek „Topór” - Podobwód „Sławbor” - I Obwód „Radwan” Okręgu Warszawskiego AK. Po wojnie uczestniczył w odbudowie ruchu ewangelikalnego w Polsce. Wspólnie ze Stanisławem Krakiewiczem zorganizował w dniach 24–26 maja 1947 r., „Konferencję Braterską” w Ustroniu, podczas której utworzono ZKE. Aresztowany we wrześniu 1950 przez służbę bezpieczeństwa, podczas szeroko zakrojonej akcji wymierzonej w działaczy ewangelikalnych w Polsce związanych ze Zjednoczonym Kościołem Ewangelicznym, Zjednoczeniem Kościołów Chrystusowych i Kościołem Chrześcijan Wiary Ewangelicznej. Ludwik Szenderowski został skazany na 9 lat więzienia ze względu na rozległe kontakty ze współwyznawcami ze Stanów Zjednoczonych. Na wolność wyszedł jako ostatni z grupy zatrzymanych w ramach akcji, został ułaskawiony dopiero 4 kwietnia 1955 roku. W latach 1953–1956 był członkiem NRK ZKE. Zmarł w 1993 roku. Został pochowany na cmentarzu reformowanym przy ul. Żytniej w Warszawie (kwatera U-2-1).

## Poglądy
Uważał, że prawdziwe chrześcijaństwo istniało do edyktu mediolańskiego. Konstantyn Wielki połączył kościół z państwem i miało to katastrofalne skutki. Uważał, że w Rosji reformacja rozpoczęła się w roku 1813 z chwilą założenia Towarzystwa Biblijnego.

## Publikacje
- Евангельские христиане: возрожденное евангельское движение в исторической церкви: Исторический очерк (XIX–XX в.), Toronto: Kanadskij Soûz Evangel'skih Hristian, 1980.
- Иван Проханов (Биографический очерк), Торонто: Евангельская вера, 1986.